# Liste der Naturdenkmäler in Klagenfurt am Wörthersee
Die Liste der Naturdenkmäler in Klagenfurt am Wörthersee listet die als Naturdenkmal ausgewiesenen Objekte in Klagenfurt am Wörthersee im Bundesland Kärnten auf.

## Naturdenkmäler
| Foto |                 | Name                                         | ID       | Standort                                                              | Beschreibung | Fläche  | Datum |
| ---- | --------------- | -------------------------------------------- | -------- | --------------------------------------------------------------------- | --- | ------- | ----- |
| 1    | Datei hochladen | Esche in Ponfeld                             | KS 42    | Klagenfurt, Felsenschmiedgasse KG: Grossponfeld Standort              | Die weitausladende Esche mit hohlem Stamm und kugelförmiger Krone ist ein ortsbildprägender Solitärbaum. | 314 m²  | 1995  |
| 1    | Datei hochladen | Lindenallee in Emmersdorf                    | KS 45    | Klagenfurt KG: Grossponfeld Standort                                  | Die Lindenallee besteht aus etwa 70 Sommer- und Winterlinden, die bei der Unterschutzstellung bis zu 120 Jahre alt waren. | 0,67 ha | 2009  |
| 1    | Datei hochladen | Gletscherschliff auf der Zillhöhe            | KS 05    | Klagenfurt KG: Gurlitsch I Standort                                   | Direkt auf der Kuppe der Zillhöhe befindet sich der Gletscherschliff, der aus quarzitreichem Phyllit aufgebaut ist. Die ganze Kuppe ist auf einer Länge von 40 Metern und einer Breite von 10 Metern geschliffen, die parallelen Ritze verlaufen in südöstlicher Richtung. | 37 m²   | 1957  |
| 1    | Datei hochladen | Ziegelteich Hörtendorf                       | KS 52    | Klagenfurt KG: Hörtendorf Standort                                    | Der Ziegelteich mit umliegenden Feuchtflächen entstand durch Lehmabbau. Dort leben verschiedene Fledermausarten, Gelbbauchunken und Bauchige Windelschnecken. | 0,85 ha | 2009  |
| 1    | Datei hochladen | Winter-Linde am Villacher Ring               | KS 53    | Klagenfurt KG: Klagenfurt Standort                                    | Die etwa 200 Jahre alte Winterlinde befindet sich am Standort des ehemaligen Innenhofs eines Gasthofs. | 314 m²  | 2009  |
| 1    | Datei hochladen | Blutbuche in der Valentin Leitgeb Straße     | KS 41    | Klagenfurt KG: Klagenfurt Standort                                    | Der Solitärbaum mit ausladender Krone ist etwa 140 Jahre alt. | 314 m²  | 1988  |
| 1    | Datei hochladen | Stiel-Eiche im Schillerpark, „Schillereiche“ | KS 43    | Klagenfurt KG: Klagenfurt Standort                                    | Die Stieleiche steht im Schillerpark, wurde 1905 zum hundertsten Todestag des Dichters gepflanzt, hat einen Stammumfang von 3,6 Metern und eine Höhe von 27 Metern. | 200 m²  | 2009  |
| 1    | Datei hochladen | Mammutbaum im Landhauspark, Urweltmammutbaum | KS 48    | Klagenfurt KG: Klagenfurt Standort                                    | Der 1960 im Landhauspark gepflanzte Mammutbaum hat eine Höhe von 30 Metern und einen Stammumfang von sechs Metern. | 314 m²  | 2009  |
| 1    | Datei hochladen | Ginkgobaum im Landhauspark                   | KS 49    | Klagenfurt KG: Klagenfurt Standort                                    | Prägender Baum im Landhauspark | 314 m²  | 2009  |
| 1    | Datei hochladen | Doppelte Eibe im Rauscherpark                | KS 47    | Klagenfurt, Völkermarkter Ring KG: Klagenfurt Standort                | Der doppelstämmige Baum im Rauscherpark mit einem Kronendurchmesser von 12 Metern ist etwa 80 Jahre alt. | 153 m²  | 2009  |
| 1    | Datei hochladen | Rotbuche Völkermarkter Ring                  | KS 59 OE | Klagenfurt, Völkermarkter Ring KG: Klagenfurt GrStNr: 54 Standort     | Die Rotbuche steht auf einem privaten Parkplatz in Klagenfurt/Völkermarkter Ring |         |       |
| 1    | Datei hochladen | Luther-Eiche                                 | KS 66    | Klagenfurt, Martin-Luther-Platz KG: Klagenfurt GrStNr: .2098 Standort | Die ca. 90–100-jährige Stieleiche hat einen Stammumfang von 385 cm und eine Stammhöhe von 5 m. Der Kronendurchmesser der Eiche beträgt 20 m. Der Baum hat eine Gesamthöhe von 28 m. | 153 m²  | 2017  |
| 1    | Datei hochladen | Gletscherschliff am Kreuzbergl               | KS 09    | Klagenfurt KG: Klagenfurt Standort                                    | Die plangeschliffene Platte hat eine Größe von etwa zwei mal einem Meter und ist durch sehr deutliche Ritze verquert. | 14 m²   | 1957  |
| 1    | Datei hochladen | Sommer-Linde in der Volksschule St. Georgen  | KS 46    | Klagenfurt KG: Marolla Standort                                       | Die Sommerlinde mit einem Stammumfang von knapp 4 Metern und einer Höhe von 23 Metern ist etwa 180 Jahre alt. | 314 m²  | 2009  |
| 1    | Datei hochladen | Stiel-Eiche in Atschalas                     | KS 25    | Klagenfurt KG: Marolla Standort                                       | Die freistehende Eiche im Westen des Truppenübungsplatzes ist etwa 100 Jahre alt. | 314 m²  | 1957  |
| 1    | Datei hochladen | Stiel-Eiche in Wrießnitz                     | KL 32    | Klagenfurt KG: Nagra Standort                                         | Der Baum steht ganz knapp außerhalb Klagenfurts, die Krone ragt jedoch bis ins Gebiet der KG Nagra. | 62 m²   |       |
| 1    | Datei hochladen | Esche in Limmersach                          | KS 38    | Klagenfurt KG: St. Peter bei Ebenthal Standort                        | Im Stadtteil Fischl, Fischlstraße im Osten. Von den ursprünglich fünf vorhandenen Eschen ist noch eine vorhanden, die etwa 120 Jahre alt ist.Anmerkung: lt. Mitteilung des Amtes der Kärntner Landesregierung ist der Baum seit mindestens 2019 nicht mehr vorhanden. Eine bescheidmäßige Außerschutzstellung ist noch nicht erfolgt.                                               | 153 m²  | 1976  |
| 1    | Datei hochladen | Lindenallee in Ebenthal                      | KS 01    | Klagenfurt KG: St. Peter bei Ebenthal Standort                        | Die Allee wurde 1710 angelegt. Vom Bestand zum Zeitpunkt der Unterschutzstellung (300 Linden 1943) waren 1960 nur noch 115 erhalten, im Jahr 2000 noch etwa 60. Durch Neupflanzungen stieg die Gesamtzahl der Linden in der Allee 1987 auf 380, dazu kommen 10 Linden in der Zellerstraße.Anmerkung: Die Lindenallee verläuft auf den Gemeindegebieten von Ebenthal und Klagenfurt. | 3,51 ha | 1943  |
| 1    | Datei hochladen | Rotbuche im Fischlpark                       | KS 16    | Klagenfurt KG: St. Peter bei Ebenthal Standort                        | Die 120 Jahre alte Buche mit verdrilltem Hauptstamm und gleichmäßig wuchtiger Krone befindet sich im Garten des Kindergartens Fischl unmittelbar neben dem Kinderspielplatz. | 200 m²  | 1972  |
| 1    | Datei hochladen | Hemlocktannen im Fischlpark                  | KS 07    | Klagenfurt KG: St. Peter bei Ebenthal Standort                        | Die Hemlocktanne mit gleichförmigem Wuchs war bei der Unterschutzstellung etwa 120 Jahre alt. Eine ursprünglich ebenfalls zu diesem Naturdenkmal gehörende zweite Hemlocktanne östlich davon wurde bei einem Sturm im Sommer 2015 stark beschädigt. | 153 m²  | 1972  |
| 1    | Datei hochladen | Weymouthskiefer im Fischlpark                | KS 10    | Klagenfurt KG: St. Peter bei Ebenthal Standort                        | Der Solitärbaum mit geradem Stamm im Hof des Kindergartens Fischl ist etwa 120 Jahre alt.Anmerkung: lt. Mitteilung des Amtes der Kärntner Landesregierung ist der Baum seit mindestens 2019 nicht mehr vorhanden. Eine bescheidmäßige Außerschutzstellung ist noch nicht erfolgt.                                                                                                   | 113 m²  | 1972  |
| 1    | Datei hochladen | Esche im Fischlpark                          | KS 02    | Klagenfurt KG: St. Peter bei Ebenthal Standort                        | Die schlanke Esche mit zwei Hauptästen und halbkreisförmiger Krone ab etwa 10 Meter Höhe ist gut 150 Jahre alt. | 153 m²  | 1972  |
| 1    | Datei hochladen | Trauerbuche im Fischlpark                    | KS 04    | Klagenfurt KG: St. Peter bei Ebenthal Standort                        | Die Trauerbuche mit bis zum Boden herabhängenden dichten Ästen war zum Zeitpunkt der Unterschutzstellung etwa 50 Jahre alt. | 113 m²  | 1976  |
| 1    | Datei hochladen | Stiel-Eiche in der Flurgasse                 | KS 33    | Klagenfurt, Flurgasse KG: St. Ruprecht bei Klagenfurt Standort        | Die zweistämmige Eiche am Südende der Flurgasse ist etwa 200 Jahre alt. | 113 m²  | 1966  |
| 1    | Datei hochladen | Platane Friedhof St. Ruprecht                | KS 55 OE | Klagenfurt KG: St. Ruprecht bei Klagenfurt Standort                   | Die Platane mit einem Stammumfang von 4,80 Metern und einem Kronendurchmesser von 14 Metern ist etwa 130 Jahre alt. |         |       |
| 1    | Datei hochladen | Stiel-Eiche in Tentschach                    | KS 28    | Klagenfurt KG: Tentschach Standort                                    | Die freistehende Eiche westlich des Schlosses Tentschach ist etwa 250 Jahre alt. | 200 m²  | 1955  |
| 1    | Datei hochladen | Stiel-Eiche in Tentschach                    | KS 26    | Klagenfurt KG: Tentschach Standort                                    | Die Eiche im Wald westlich des Schlosses Tentschach ist etwa 300 Jahre alt. | 200 m²  | 1955  |
| 1    | Datei hochladen | Stiel-Eiche in der Koschatpromenade          | KS 44    | Klagenfurt KG: Viktring Standort                                      | Die 350 Jahre alte Solitäreiche hat einen Stammumfang von mehr als sieben Metern. | 530 m²  | 2009  |
| 1    | Datei hochladen | Grafenlacke Viktring                         | KS 63 OE | Klagenfurt KG: Viktring GrStNr: 83/1 und 84/1 KG Viktring Standort    | Die Grafenlacke, der Rest eines ehemaligen Torfstiches, ist ein landschaftsprägender Biotopkomplex. Sie ist Lebensraum seltener Pflanzen und Tiere (Z. B. Windelschnecke Vertigo geyeri) und als Trittsteinbiotop erhaltenswürdig. |         | 2014  |
| 1    | Datei hochladen | Platane im Stiftpark Viktring                | KS 65 OE | Klagenfurt KG: Viktring Standort                                      | Die Platane beim Stift Viktring (Baumkatasternummer 00652) hat einen Stammumfang von 420 cm, einen Kronendurchmesser von 30 m, eine Höhe von 27 m und ein Alter von ca. 150 Jahren. |         | 2014  |
| 1    | Datei hochladen | Spitzahorn im Stiftpark Viktring             | KS 64 OE | Klagenfurt KG: Viktring Standort                                      | Das Spitz-Ahorn (Acer platanoides „Schwedleri“) beim Stift Viktring (Baumkatasternummer 00813) an der Südwestseite des Stiftes hat einen Stammumfang von 333 cm, ein Kronendurchmesser von 20 m, eine Baumhöhe von 23 m und ein Alter von ca. 150 Jahren. |         | 2014  |
| 1    | Datei hochladen | Linde Frodlgasse                             | KS 57 OE | Klagenfurt, Frodlgasse KG: Waidmannsdorf GrStNr: 236/4 Standort       | Die stattliche Linde prägt die Gärten der Wohnsiedlung. |         | 2010  |
| 1    | Datei hochladen | Stiel-Eiche am Schleppekogel                 | KS 14    | Klagenfurt KG: Waltendorf Standort                                    | Die Eiche am Waldrand am Nordfuß des Schleppekogels ist etwa 120 Jahre alt. | 78 m²   | 1957  |
| 1    | Datei hochladen | Grau-Pappeln in Mageregg                     | KS 20    | Klagenfurt KG: Waltendorf Standort                                    | Von den ursprünglich neun Pappeln im Osten des Schlossparkes stehen noch sieben, die etwa 100 Jahre alt sind. Eine im April 2013 umgestürzte Pappel, die als die mächtigste Pappel Kärntens galt, kann im Park verrotten. | 999 m²  | 1957  |
| 1    | Datei hochladen | Grau-Pappel in Mageregg                      | KS 19    | Klagenfurt KG: Waltendorf Standort                                    | Die 36 Meter hohe Pappel wenige Meter außerhalb der nördlichen Parkmauer ist 120 Jahre alt. | 200 m²  | 1957  |
| 1    | Datei hochladen | Stiel-Eichen beim Schloss Krastowitz         | KS 31    | Klagenfurt KG: Welzenegg Standort                                     | Geschützt wurden ursprünglich sechs Eichen rund um den Kirchenhügel der Gottscheer Kirche. 2003 waren fünf davon noch vorhanden und wurden auf ein Alter von 180 bis 240 Jahren geschätzt. Mittlerweile mussten zwei weitere der Bäume gefällt werden. | 657 m²  | 1957  |
| 1    | Datei hochladen | Linden-Allee in Welzenegg                    | KS 34    | Klagenfurt, Görzer Allee KG: Welzenegg Standort                       | Schon im Franziszeischen Kataster (um 1825) ist hier, nördlich von Schloss Welzenegg, eine Allee verzeichnet. Heute sind an der Westseite der Allee fünf alte und zehn neu gepflanzte Linden; an der Ostseite drei alte und dreizehn neu gepflanzte Linden. | 0,16 ha | 1957  |
| 1    | Datei hochladen | Sommer-Linde im Schlossgarten Welzenegg      | KS 36    | Klagenfurt, Görzer Allee KG: Welzenegg Standort                       | Die riesige Linde im privaten Schlossgarten ist mehr als 200 Jahre alt. | 314 m²  | 1957  |
| 1    | Datei hochladen | Tulpenbaum im Schlossgarten Welzenegg        | KS 37    | Klagenfurt, Görzer Allee KG: Welzenegg Standort                       | Der Tulpenbaum im Schlosspark ist etwa 200 Jahre alt. | 153 m²  | 1957  |
| 1    | Datei hochladen | Platane beim Schloss Krastowitz              | KS 51    | Klagenfurt KG: Welzenegg Standort                                     | Die Platane am Schlossteich ist etwa 180 Jahre alt, 30 Meter hoch und hat einen Stammumfang von 27 Metern. | 530 m²  | 2009  |
| 1    | Datei hochladen | Birnbaumallee in Welzenegg                   | KS 39    | Klagenfurt KG: Welzenegg Standort                                     | Die 350 Meter lange Allee wird aus etwa 100 Mostbirnbäumen gebildet; viele von ihnen sind schon etwa 100 Jahre alt. | 0,24 ha | 1985  |
| 1    | Datei hochladen | Götterbaum beim Schloss Krastowitz           | KS 50    | Klagenfurt KG: Welzenegg Standort                                     | Der 180 Jahre alte und 26 Meter hohe Baum im Hof von Schloss Krastowitz ist das älteste Exemplar dieser Art im Klagenfurter Raum. Er hatte einen Kronendurchmesser von 20 Metern, wurde jedoch durch Windbruch stark beschädigt. | 314 m²  | 2009  |
| 1    | Datei hochladen | Sommer-Linde im Schlosspark Welzenegg        | KS 58 OE | Klagenfurt KG: Welzenegg GrStNr: 834/2 Standort                       | Die Sommer-Linde im Schlosspark Welzenegg (Baumkatasternummer 11976) hatte zum Zeitpunkt der Unterschutzstellung einen Stammumfang von 354 cm, einen Kronendurchmesser von 18 m und eine Baumhöhe von 27 m. Das Baumalter beträgt etwa 161 Jahre. |         | 2014  |
| 1    | Datei hochladen | Zwei Rot-Buchen im Schlosspark Welzenegg     | KS 61 OE | Klagenfurt KG: Welzenegg GrStNr: 834/2 Standort                       | Die doppelstämmige Rot-Buche im Schlosspark Welzenegg(Baumkatasternummer 11969 und 11970) hatte zum Zeitpunkt der Unterschutzstellung Stammumfänge von 355 und 311 cm, Kronendurchmesser von ca. 20 m und Baumhöhen von 26 m und 20 m. Das Alter wird auf ca. 200 Jahre geschätzt.                                                                                                  |         | 2014  |
| 1    | Datei hochladen | Tarragonaallee Welzenegg                     | KS 60 OE | Klagenfurt Standort                                                   | Die „Tarragonaallee Welzenegg“ umfasst verschiedene Bäume, wie Berg-Ahorn, Robinie, Rosskastanie, Rot-Eiche, Sommer-Linde und Winter-Linde. Die Bäume haben einen Stammumfang von 13 bis 291 cm, Kronendurchmesser 1 bis 6 m, Baumhöhen 3 bis 30 m, Baumalter „jung“ bis „alt“ (keine Jahresangaben).                                                                               |         | 2014  |

## Von der Stadt ausgewiesene Naturdenkmäler, die in den vom Land Kärnten veröffentlichten Listen (Stand Jänner 2019) nicht enthalten sind
| Foto |                 | Name                      | ID       | Standort                                            | Beschreibung | Fläche | Datum |
| ---- | --------------- | ------------------------- | -------- | --------------------------------------------------- | --- | ------ | ----- |
| 1    | Datei hochladen | Kerbtälchen in Waltendorf | KS 67 OE | Klagenfurt, Kogelstraße KG: Waltendorf Standort     | Das Kerbtälchen in Waltendorf wurde mit Bescheid des Magistrats Klagenfurt am 13. Oktober 2014 als örtliches Naturdenkmal ausgewiesen. Das Kerbtälchen befindet sich an der Koglstraße und ist durch das Vorhandensein eines Biotopkomplexes geprägt. Es dient unter anderem als Trittsteinbiotop und Amphibienlaichstätte. |        | 2014  |
| 1    | Datei hochladen | Linde                     | KS 56 OE | Klagenfurt, Luegerstraße KG: Waidmannsdorf Standort | Die Linde, versehen mit einer Naturdenkmal Plakette, steht direkt neben dem Gebäude Luegerstraße 15. |        | 2014  |

## Ehemalige Naturdenkmäler
| Foto |                 | Name                                                | ID    | Standort                                          | Beschreibung | Fläche | Datum |
| ---- | --------------- | --------------------------------------------------- | ----- | ------------------------------------------------- | --- | ------ | ----- |
| 0 BW | Datei hochladen | Vier Eichen                                         |       | Klagenfurt Standort                               | Die Baumreihe aus vier Eichen befand sich südlich von Schloss Mageregg. |        |       |
| 0 BW | Datei hochladen | Graupappel                                          |       | Klagenfurt Standort                               | Die Graupappel mit einem Stammumfang von etwa vier Metern stand südlich der bei Schloss Krastowitz befindlichen Kirche. |        |       |
| 0    | Datei hochladen | Zwei Eichen                                         |       | Klagenfurt                                        | Die beiden Eichen standen in einer Wiese östlich an der Flurgasse. |        |       |
| 0 BW | Datei hochladen | Sommerlinde                                         |       | Klagenfurt Standort                               | Die Sommerlinde am nördlichen Rand der Flatschacherstraße wurde in gutem Zustand gefällt, um den Bau eines Autohauses zu ermöglichen. |        |       |
| 1    | Datei hochladen | Buche                                               |       | Klagenfurt Standort                               | Die Buche, die nur oberhalb von acht Metern Stammhöhe Äste aufwies, stand auf einer Lichtung unterhalb der Zillhöhe. Aus den Baumstumpfresten wachsen bereits Buchenstauden (September 2018) |        |       |
| 0 BW | Datei hochladen | Winter-Linde in St. Martin                          | KS 08 | Klagenfurt KG: St. Martin bei Klagenfurt Standort | Die letzte Dorflinde im Stadtgebiet war etwa 300 Jahre alt. Der Baum ist nicht mehr vorhanden. | 200 m² | 1957  |
| 0 BW | Datei hochladen | Hexenbuche am Ulrichsberg                           | KS 22 | Klagenfurt KG: St. Peter am Karlsberg Standort    | Die etwa 400 Jahre alte Solitärbuche auf der „Schwaig“ am Westhang des Ulrichsberges verzweigte sich schon in einem Meter Höhe zu fünf Stämmen. Die beiden mächtigsten Stämme brachen ab (der zweite im Winter 2013/14). | 153 m² | 1937  |
| 0    | Datei hochladen | Stockweide                                          | KS 54 | Klagenfurt KG: Waidmannsdorf GrStNr: 298/1        | Wegen Gefahr im Verzug (durch Pilzerkrankung bedrohte Standfestigkeit) wurde im Dezember 2017 die Erklärung der Stockweide (Silberweide) zum Örtlichen Naturdenkmal widerrufen und der Baum gefällt. Der Naturschutzbeirat der Kärntner Landesregierung fand diese Vorgehensweise nicht als zufriedenstellend und forderte eine Ersatzpflanzung. |        |       |
| 1    | Datei hochladen | Winter-Linde und Sommer-Linde beim Schloss Pichlern | KS 30 | Klagenfurt KG: Welzenegg Standort                 | Die zwei etwa 120 Jahre alten Linden neben einem gemauerten Bildstock südlich des Gutes Pichlern (Winterlinde westlich; Sommerlinde östlich) wurden etwa 2013 gefällt. | 266 m² | 1957  |
| 1    | Datei hochladen | Winter-Linde in St. Peter am Bichl                  | KS 40 | Klagenfurt KG: St. Peter am Karlsberg Standort    | Der Baum in der Ortschaft St. Peter am Bichl war etwa 420 Jahre alt und hatte einen Stammumfang von mehr als acht Metern. Wegen seiner gewaltigen Krone als galt er als eine der größten Linden Kärntens. Der Baum fiel im Juli 2015 einem Sturm zum Opfer.                                                                                      | 292 m² | 1962  |

| Foto:                    | Fotografie des Naturdenkmals. Klicken des Fotos erzeugt eine vergrößerte Ansicht. Daneben finden sich zwei Symbole: \| Weitere Bilder vorhanden \| Das Symbol bedeutet, dass weitere Fotos des Objekts verfügbar sind. Durch Klicken des Symbols werden sie angezeigt. \| \| Eigenes Foto hochladen \| Durch Klicken des Symbols können weitere Fotos des Objekts in das Medienarchiv Wikimedia Commons hochgeladen werden. \| |
| Name:                    | Bezeichnung des Naturdenkmals laut offiziellen Quellen |
| ID                       | Identifikator |
| Standort:                | Es ist die Gemeinde und falls vorhanden die Adresse angegeben. Darunter sind die Katastralgemeinde (KG) und die Grundstücksnummer angeführt. Durch Aufruf des Links Standort wird die Lage des Denkmals in verschiedenen Kartenprojekten angezeigt. |
| Beschreibung             | Kurze Beschreibung des Naturdenkmals |
| Fläche                   | Fläche des Naturdenkmals in Hektar (ha) |
| Datum                    | Datum oder Jahr der Unterschutzstellung |
| Weitere Bilder vorhanden | Das Symbol bedeutet, dass weitere Fotos des Objekts verfügbar sind. Durch Klicken des Symbols werden sie angezeigt. |
| Eigenes Foto hochladen   | Durch Klicken des Symbols können weitere Fotos des Objekts in das Medienarchiv Wikimedia Commons hochgeladen werden. |